# Knut Bichoel
Knut Bichoel (* 25. Februar 1944 in Hohenthurm; † 22. Mai 2023) war ein deutscher Kommunalpolitiker (CDU). Von 1990 bis 2007 war er Landrat des damaligen Saalkreises in Sachsen-Anhalt.

## Werdegang
Nach einer Ausbildung zum Dreher studierte Bichoel Maschinenbau.
Er war beim VEB Schachtbau Welzow tätig.
Nach der Deutschen Wiedervereinigung wurde er 1990 zum Landrat des damaligen Saalkreises gewählt. Bei den Landratswahlen 1994 und 2001 wurde Bichoel mit 51,6 % bzw. 76,5 % der Stimmen wiedergewählt. Dem Kreistag gehörte er seit 1974 an.
Zur Landratswahl für den neu geschaffenen Saalekreis 2007 trat Biochel nicht mehr an, kandidierte aber erneut erfolgreich für den Kreistag. Im Dezember 2009 legte er sein Kreistagsmandat nieder.
2008 wurde Bichoel mit dem Verdienstkreuz am Bande ausgezeichnet.
Bichoel war verheiratet und Vater von zwei Söhnen.  Er verstarb am 22. Mai 2023 im Alter von 79 Jahren.